# هانس کیاری
هانس کیاری (آلمانی: Hans Chiari؛ ۴ سپتامبر ۱۸۵۱ – ۶ مه ۱۹۱۶) آسیب‌شناس اهل اتریش بود. پدر او یوهان باپتیست کیاری متخصص پزشکی زنان و برادرش اتوکار کیاری متخصص حلق و گلو بود.
وی پزشکی را در وین فرا گرفت و در آنجا دستیار کارل فن رکیتانسکی و ریشارد ال. هشل بود و پس از مدتی درجه شایستگی علمی خود را در رشتهٔ آسیب‌شناسی تشریحی به دست آورد. اندکی بعد دانشیار رشتهٔ پاتولوژی در دانشگاه کارل پراگ و مدیر موزهٔ آسیب‌شناسی تشریحی آن دانشگاه شد. در سال ۱۹۰۶ او به دانشگاه استراسبورگ رفت و استاد آسیب‌شناسی تشریحی آن دانشگاه شد. پژوهش‌های او بیشتر متکی بر کالبدگشایی و مطالعه بیماری‌ها پس از مرگ بود. او در دههٔ ۱۸۹۰ وضعیتی را توصیف کرد که طی آن مخچه و ساقه مغز کودکان دچار ناهنجاری شده و فتق طناب نخاعی رخ می‌دهد. این ناهنجاری بعدها در سال ۱۹۰۷ به افتخار او و پاتولوژیست آلمانی یولیوس آرنولت، ناهنجاری آرنولت-کیاری نامیده شد.
یک اصطلاح دیگر پزشکی به نام او، نشانگان باد–کیاری است که در آن آب‌آوردگی شکم و سیروز کبد وجود دارد و ناشی از انسداد وریدهای کبدی در اثر لختهٔ خون است که توسط هانس کیاری و جرج باد توصیف شد. هانس کیاری همچنین در سال ۱۸۹۷ مقاله‌ای منتشر کرد و در آن، «شبکهٔ کیاری» قلب را توصیف کرد که یک بازماندهٔ جنینی در دهلیز راست است.